# Bukit Lawang

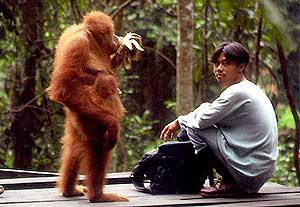
Um orangotango sendo cuidado em Bukit Lawang.

Bukit Lawang é uma pequena vila turística, situada ao pé do Rio Bahorok, na província indonésia Sumatra do Norte. Bukit Lawang é conhecida por ter o maior santuário animal de orangotangos-de-sumatra (cerca de 5000 orangotangos) e também por ser o principal ponto de acesso ao Parque Nacional de Gunung Leuser.
O centro de resgate e reabilitação de Bukit Lawang foi fundado em 1973. O principal objetivo é preservar as populações de orangotangos-de-sumatra da caça ilegal, negociação e desmatamento.
Uma enchente atingiu Bukit Lawang em 2 de novembro de 2003. O desastre destruíu os resorts locais e teve um impacto devastador para a indústria de turismo local na área. Foram destruídas cerca de 400 casas, 3 mesquitas, 8 pontes, 280 quiosques/barracas de comida e cerca de 35 hóteis e Guesthouses. Para além disso morreram 239 pessoas (dos quais 5 eram turistas) e cerca de 1400 moradores perderam as suas casas. Graças a diversas agências de cooperação internacional, o local foi reconstruído e reaberto em julho de 2004.